# Aristeu de Corint

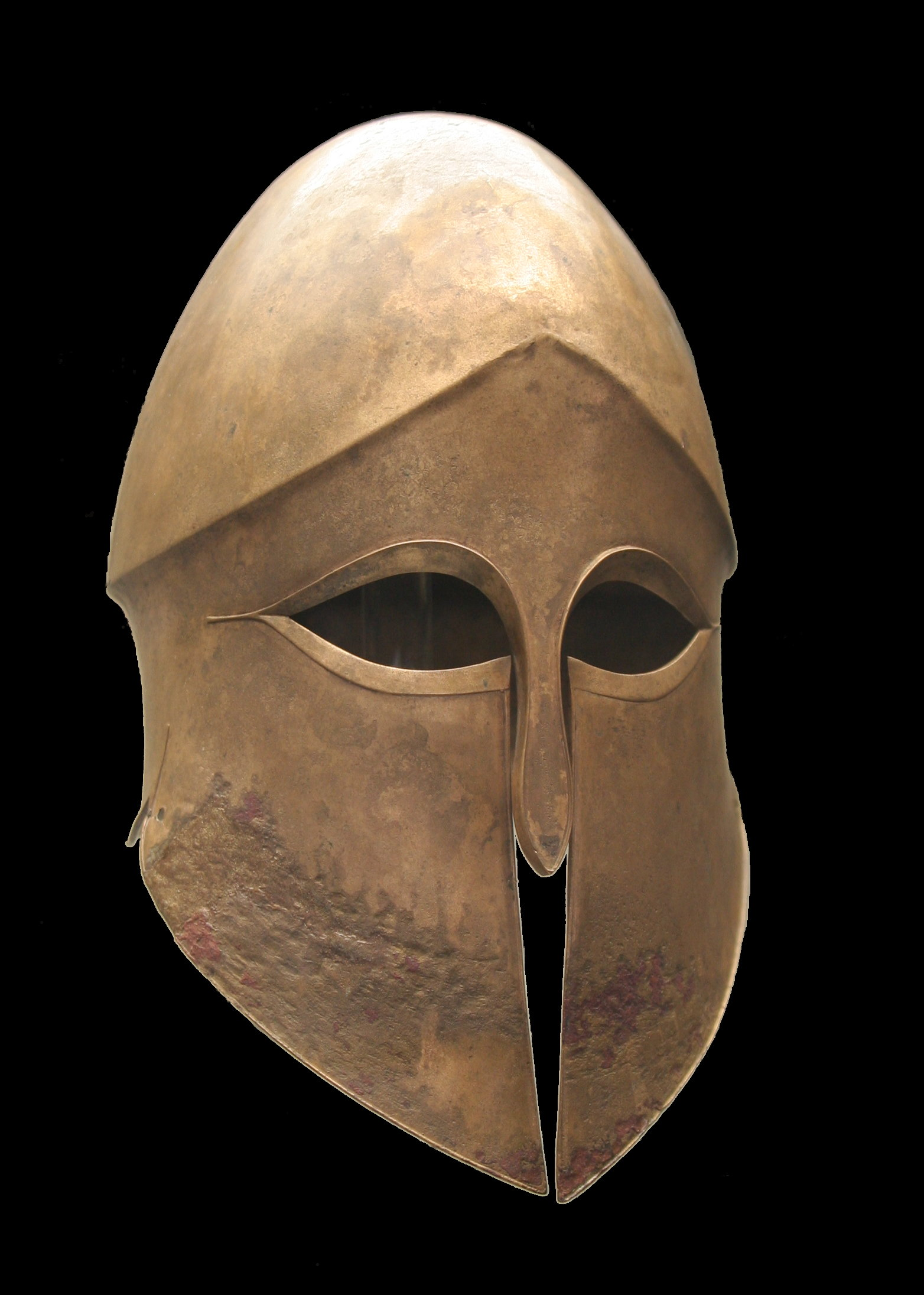
Casc corinti.

Aristeu o Aristees (en llatí Aristeus o Aristeas en grec antic Αρισται̂ος o Ἀριστέας) fou un grec de Corint, fill d'Adimant, que va dirigir les tropes enviades per Corint en ajut de la revolta de Potidea el 432 aC.
A la seva arribada va ser nomenat comandant en cap de la infanteria aliada, es va trobar amb l'atenenc Càl·lies però aquest el va derrotar. Després, al front de les seves tropes, que el seguien per fidelitat personal, va obtenir algunes victòries però es va haver de refugiar a la ciutat on va quedar assetjat. Va aconseguir escapar amb 500 homes. Va dirigir petits combats a la península Calcídica i va negociar l'arribada d'ajut des del Peloponès.
Poc abans de la caiguda final de Potidea el 430 aC va ser enviat com ambaixador a la cort del rei de Pèrsia però pel camí es va trobar amb Sitalces, rei dels odrisis, i mentre estava amb aquest el seu fill Sadocos el va entregar als atenencs. Portat a Atenes va ser immediatament condemnat a mort i executat, com també ho van ser Aneristos i Nicolaos que l'acompanyaven a l'ambaixada, segons diu Tucídides.